# Кемпбелл (округ, Вайомінг)
Шаблон:StateAbbr_ 44°14′ пн. ш. 105°33′ зх. д. / 44.24° пн. ш. 105.55° зх. д.
 Кемпбелл  (англ. Campbell County) — округ (графство) у штаті Вайомінґ. Ідентифікатор округу 56005.

## Історія
Округ утворений 1911 року.

## Демографія
За даними перепису 
2000 року 
загальне населення округу становило 33698 осіб, зокрема міського населення було 20560, а сільського — 13138.
Серед них чоловіків — 17308, а жінок — 16390. В окрузі було 12207 домогосподарств, 9004 родин, які мешкали в 13288 будинках.
Середній розмір родини становив 3,16.
Віковий розподіл населення поданий у таблиці:
| Стать    | До 15 років | 15-21 | 22-29 | 30-39 | 40-49 | 50-65 | 65-85 | Понад 85 |
| -------- | ----------- | ----- | ----- | ----- | ----- | ----- | ----- | -------- |
| Чоловіки | 4361        | 2053  | 1865  | 2475  | 3515  | 2274  | 721   | 44       |
| Жінки    | 3985        | 1944  | 1667  | 2511  | 3261  | 2016  | 867   | 139      |

## Суміжні округи
- Роудер-Рівер, Монтана — північ
- Крук — північний схід
- Вестон — південний схід
- Конверс — південь
- Джонсон — південний захід
- Шеридан — захід

## Виноски
1. ↑  US Decennial Census. US Census Bureau. Архів оригіналу за 26 квітня 2015. Процитовано 5 серпня 2015.
2. ↑  Historical Decennial Census Population for Wyoming Counties, Cities, and Towns. Wyoming Department of Administration & Information, Division of Economic Analysis. Архів оригіналу за 7 жовтня 2006. Процитовано 25 січня 2014.
3. ↑  State & County QuickFacts. US Census Bureau. Архів оригіналу за 6 серпня 2011. Процитовано 25 січня 2014.(англ.) Наведено за англійською вікіпедією.
4. ↑  American FactFinder. Бюро перепису населення США. Архів оригіналу за 29 липня 2011. Процитовано 31 січня 2008.

| США | Це незавершена стаття з географії США. Ви можете допомогти проєкту, виправивши або дописавши її. |